# Soundcheck
Soundcheck – polski kwartet jazzowy, który powstał w 2002 roku. Repertuar zespołu to przede wszystkim kompozycje saksofonisty Macieja "Kocina" Kocińskiego, ale także pozostałych członków grupy.  Soundcheck koncertował w klubach i na festiwalach w Polsce i za granicą. W 2011 roku Maciej "Kocin" Kociński został nominowany do Nagrody Muzycznej Fryderyki w kategorii jazzowy kompozytor roku za album "Soundcheck III druglum", a w 2012 roku w tej samej kategorii za album "Marysia – wiersze z Kazachstanu". Zespół występuje również w wersji pomniejszonej o instrument harmoniczny pod nazwą "Kocin Kociński Trio" (Kociński-Święs-Szmańda). W tym składzie nagrali płytę "Proverbs 3:5" (2013), na której gościnnie wystąpili Kuba Badach i Patrick Jiya.

## Skład zespołu
- Maciej Kociński – sax
- Krzysztof Dys – piano
- Andrzej Święs – bass
- Krzysztof Szmańda – drums

## Dyskografia
- Soundcheck I (2005)
- Soundcheck II (2007)
- Soundcheck - Reperkusje (dla prenumeratorów czasopisma Jazz Forum 2010)
- Soundcheck III druglum (2010)
- Soundcheck & Aga Kiepuszewska – Marysia - wiersze z Kazachstanu (2011)
- Soundcheck & Lena Piękniewska – Kołysanki na wieczny sen (2012)